# Zarwanica (obwód tarnopolski)
Zarwanica (ukr. Зарваниця, Zarwanycia) – wieś na Ukrainie, w obwodzie tarnopolskim, w rejonie tarnopolskim. W 2017 roku liczyła 285 mieszkańców.

## Geografia
Wieś leży około 20 km na południowy zachód od Trembowli, 22 km na północ od Buczacza i 18 km na południowy wschód od Podhajec, w zakolu Strypy. Przez miejscowość przebiega droga terytorialna T 2006.

## Historia
Właścicielami wsi byli m.in. Zarwaniccy, Występowie, Miączyńscy herbu Suchekomnaty (m.in. Piotr Michał Miączyński).
W 1569 roku Zarwanica była miastem w powiecie trembowelskim. 
W II Rzeczypospolitej wieś z najdowała się w powiecie podhajeckim województwa tarnopolskiego.
18 lutego 1944 roku nacjonaliści ukraińscy z OUN-UPA zamordowali tutaj 6 Polaków.
Do 2020 w rejonie trembowelskim.

## Religia
Parafia greckokatolicka we wsi podlega archieparchii tarnopolsko-zborowskiej.
Wioska jest znana jako duchowe centrum Kościoła greckokatolickiego – sanktuarium w Zarwanicy, ze słynącą łaskami ikoną Matki Boskiej Zarwanickiej i stanowi popularny cel pielgrzymek, przyciągając pielgrzymów z Ukrainy, a także z emigracji rozsianej po świecie, nawet niekiedy nawet katolików obrządku łacińskiego z sąsiednich krajów jak Polska i Słowacja.
W sierpniu 2004 roku odbyła się pielgrzymka pojednania polsko-ukraińskiego do sanktuarium w Zarwanicy. Wzięło w niej udział ponad 200 tys. pielgrzymów z Ukrainy i Polski. Zwierzchnik Cerkwi greckokatolickiej ks. kard. Lubomyr Huzar oraz Prymas Polski ks. kard. Józef Glemp modlili się wówczas o wzajemne przebaczenie.

## Zabytki
- cerkiew pw. Świętej Trójcy

## Ludzie związani ze Zarwanicą
- Kornyło Mandyczewski
- Porfyry Mandyczowski
- Stanisław Konstanty Pietruski[7]
- Andrzej Szeptycki